# صدح كبير الأزهار
الصدح كبير الأزهار (باللاتينية: Commicarpus grandiflorus) نوع نباتي من جنس الصدح من الفصيلة الشبّية.

## الموئل والانتشار
موطنه اليمن ومصر.

## مرادفات للاسم العلمي
- (باللاتينية: Boerhavia grandiflora A. Rich.)

## الوصف النباتي
نبات عشبي.